# 음악 시각화

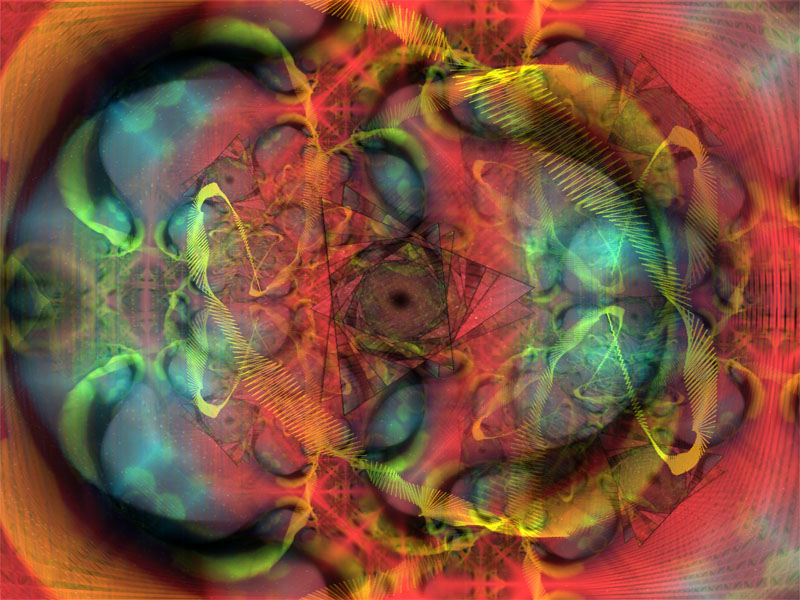
PC 기반 음악 시각화 소프트웨어인 밀크드롭(버전 1.04d, 2001)에 포함된 프리셋의 스크린샷

음악 시각화 또는 뮤직 비주얼라이제이션(music visualization)은 전자 음악 비주얼라이저 및 미디어 플레이어 소프트웨어에서 찾아볼 수 있는 기능으로, 음악을 기반으로 애니메이션 컴퓨터 생성 이미지를 생성한다. 이 이미지는 일반적으로 실시간으로 생성 및 렌더링되며, 음악이 재생될 때 음악과 동기화된다.
시각화 기술은 간단한 것(예: 오실로스코프 디스플레이 시뮬레이션)부터 정교한 것까지 다양하며, 종종 여러 합성 효과를 포함한다. 음악의 음량과 주파수 스펙트럼의 변화는 시각화 입력으로 사용되는 속성 중 하나이다.
효과적인 음악 시각화는 음악 트랙의 주파수 및 진폭과 같은 스펙트럼 특성과 렌더링 및 표시되는 시각 이미지의 객체 또는 구성 요소 간에 높은 수준의 시각적 상관 분석을 달성하는 것을 목표로 한다.

## 정의
음악 시각화는 이전의 미리 생성된 음악과 시각화 조합(예: 뮤직 비디오)과 대조적으로 실시간 컴퓨터 그래픽으로 생성되는 특성으로 정의될 수 있다. 또 다른 가능한 차이는 일부 음악 시각화 시스템(예: 가이즈의 밀크드롭)이 프로그램이 실행될 때마다 각 노래 또는 오디오에 대해 다른 시각화를 생성할 수 있는 능력에서 찾아볼 수 있다. 이는 항상 동일한 시각화를 보여주는 다른 형태의 음악 시각화(예: 뮤직 비디오 또는 레이저쇼)와 대조된다. 음악 시각화는 2D 또는 3D 좌표계에서 달성될 수 있으며, 색상, 강도 및 투명도가 4번째, 5번째, 6번째 차원으로 최대 6차원까지 수정될 수 있다.

## 역사

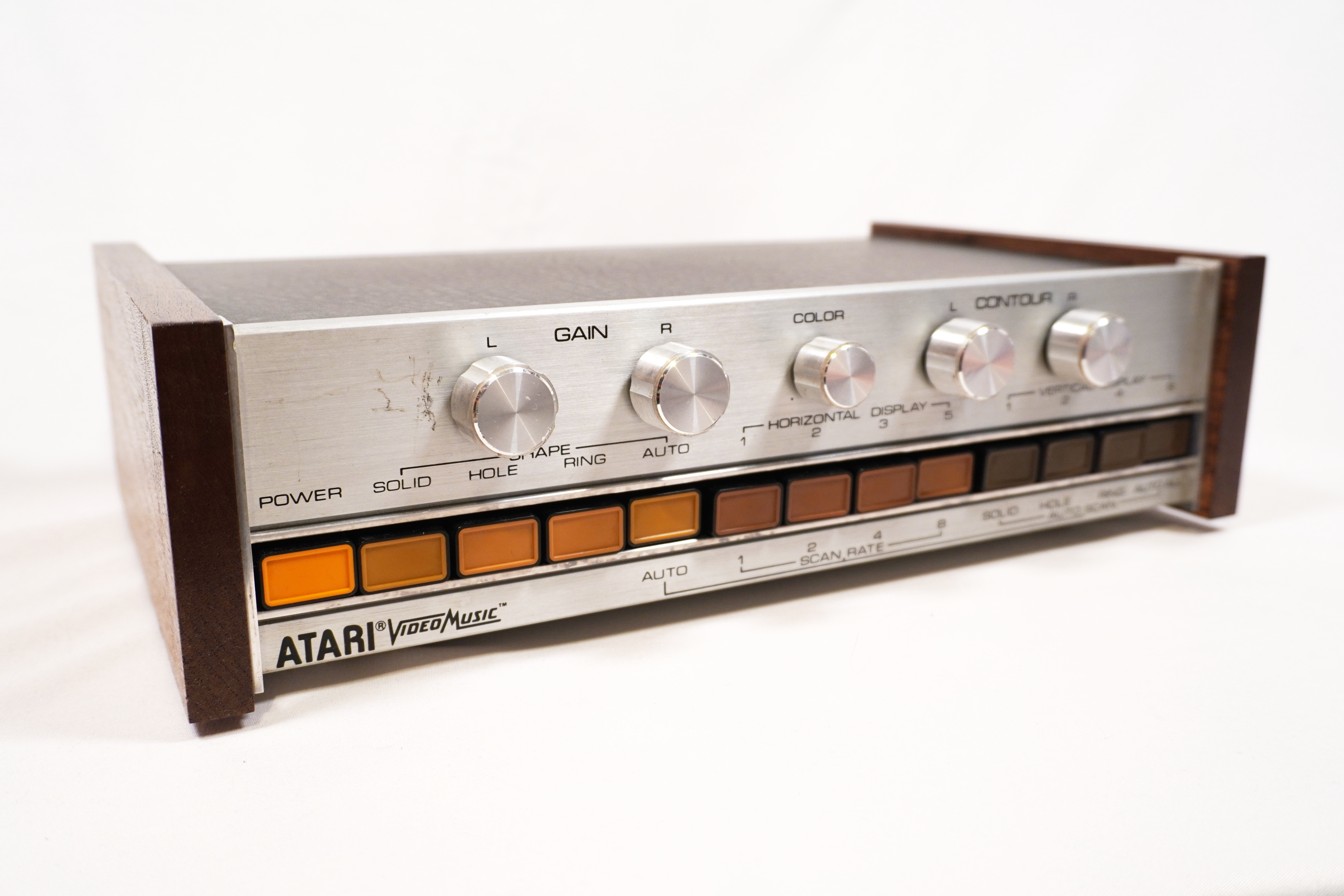
1976년에 출시된 아타리 비디오 뮤직. 이 장치는 충분한 인기를 얻지 못했고 단 1년만 생산되었다.

최초의 전자 음악 비주얼라이저는 1977년 아타리에서 출시하고 퐁의 가정용 버전 개발자 로버트 브라운이 디자인한 아타리 비디오 뮤직이다. 이 아이디어는 하이파이 스테레오 시스템에 구현될 수 있는 시각적 탐색을 만드는 것이었다. 영국에서는 프레드 저드가 음악 시각화를 처음 개척했다.
초기 가정용 컴퓨터에서는 음악 및 오디오 플레이어를 사용할 수 있었으며, ZX 스펙트럼의 카세트 플레이어를 사용한 Sound to Light Generator (1985, 인피니트 소프트웨어)와 같은 시각화 기능을 갖춘 일부 제품도 있었다. 1984년 영화 일렉트릭 드림스는 실시간 계산이 아닌 미리 생성된 효과로 음악 비주얼라이저를 눈에 띄게 사용했다.
PC/DOS용으로는 1993년에 작성된 오픈 소스, 다중 플랫폼 스투가가 최초의 현대적인 음악 시각화 프로그램 중 하나였다. 1990년대에는 새롭게 등장한 데모 및 트래커 음악 장면에서 PC 플랫폼의 음악 시각화를 위한 실시간 기술을 개척했다. 그 결과로 Cubic player (1994), Inertia Player (1995) 또는 일반적으로 데모의 실시간 생성 예시가 있다.
이후 PC 컴퓨터 음악 시각화는 1990년대 중반부터 후반까지 윈앰프 (1997), Audion (1999), SoundJam (2000)과 같은 응용 프로그램이 등장하면서 널리 퍼졌다. 1999년까지 수십 개의 프리웨어 비단순 음악 비주얼라이저가 배포되었다. 특히, 라이언 가이즈의 밀크드롭 (2001)과 그 전신인 "geiss-plugin" (1998), 앤디 오미라의 G-Force, 널소프트의 AVS (2000)가 인기 있는 음악 시각화가 되었다. AVS는 윈앰프의 일부이며 최근 오픈 소스화되었다. G-Force는 아이튠즈 및 윈도우 미디어 센터에서 사용 허가를 받았으며 현재 앤디 오미라의 소프트웨어 스타트업 회사인 SoundSpectrum의 주력 제품이다. 2008년에 아이튠즈는 더 바바리언 그룹이 만든 "마그네토스피어" 비주얼라이저를 추가했다.

## 청각 장애인 공동체의 활용
청각 장애인 및 난청인을 위한 음악 감상 경험을 향상시키기 위해 전자 음악 시각화의 응용 사례가 있다. 버밍엄 시립 대학교의 박사 과정 학생 리처드 번은 2015년 현재 전자 악기에서 상세한 시각적 피드백을 표시하는 장치를 연구하고 있다. 이 시각 정보는 음의 피치와 하모닉스와 같이 재생되는 내용의 구체적인 정보를 제공할 것이다. 이를 통해 청각 장애인 음악가는 자신이 연주하는 음을 더 잘 이해하고 새로운 방식으로 음악을 만들 수 있다.
싱가포르 국립 대학의 연구원들도 청각 장애인을 위한 음악 경험을 향상시키려는 장치를 개발했다. 이 기술은 음악의 음질을 진동 및 음악 내에서 발견되는 특정 음질과 상호 연관되는 시각 이미지로 통합하는 음악 디스플레이 및 햅틱 의자를 결합한다. 시각 디스플레이는 음악과 상호 연관되어 크기, 색상 및 밝기가 변하는 다양한 모양을 보여준다. 이 시각 디스플레이를 음악과 함께 진동하는 햅틱 의자와 결합함으로써 난청인에게 음악에 대한 보다 전반적인 경험을 제공하는 것을 목표로 한다.
음악 시각화는 청각 장애 학생 교육에도 사용될 수 있다. 뉴욕 시의 쿠퍼 유니언은 청각 장애 아동에게 소리에 대해 가르치기 위해 음악 시각화를 사용하고 있다. 그들은 뉴욕 시의 미국 수화 및 영어 초등학교에 인터랙티브 라이트 스튜디오를 개발했다. 이것은 소리와 음악으로 생성된 디지털 출력을 보여주는 인터랙티브 벽 디스플레이로 구성되어 있다. 어린이들은 움직임으로 악기 연주를 유발할 수 있으며, 이 음악의 시각적 피드백을 볼 수 있다. 그들은 또한 "말하는 꽃" 벽을 볼 수 있는데, 각 꽃은 소리의 특정 주파수를 기반으로 소리를 빛으로 변환할 수 있다.

## 전자 음악 시각화 장치 목록
- 아타리 비디오 뮤직: 퐁의 가정용 버전 개발자 로버트 브라운이 디자인하고 1976년 아타리에서 출시했다.

## 음악 시각화 소프트웨어 목록

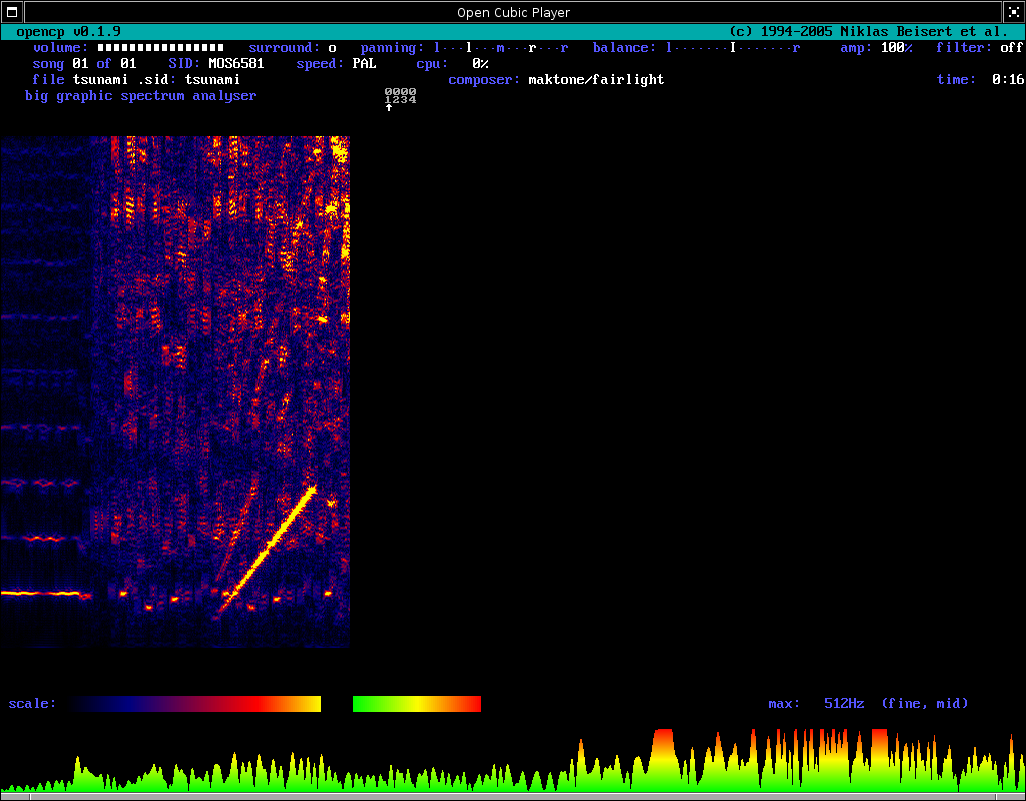
OpenCubic Player, PC/도스용 모듈 파일 플레이어로 1994년 실시간 STFT 기반 음악 시각화 기능을 갖추고 있다.

- 어드밴스드 비주얼라이제이션 스튜디오 (저스틴 프랭클) (플랫폼: 윈도우)
- 스투가 (1993, 케빈 "재프" 버핏) (플랫폼: 도스, 윈앰프)
- 매직 뮤직 비주얼즈 (2012–현재, Color & Music, LLC) (플랫폼: 윈도우, macOS/OSX)
- 밀크드롭 (2001–2022, 라이언 가이즈) projectM으로 재구현 (플랫폼: 다중 플랫폼)
- 음악 애니메이션 머신 (1985–2013, 스티븐 말리노프스키)은 파형이 아닌 MIDI를 시각화한다.[11]
- 네온 (2004, 제프 민터 및 이반 조르진) (플랫폼: Xbox 360)
- 사이키델리아 (1984, 제프 민터)는 초기 "라이트 신시사이저"로 오디오 입력을 사용하지 않고 음악에 맞춰 시각화를 생성하도록 설계되었다.
- 트립어트론 (1988, 제프 민터) 후속 "라이트 신시사이저" (플랫폼: Atari ST 및 Commodore Amiga)
- 버추얼 라이트 머신 (1990, 제프 민터) (플랫폼: 아타리 재규어)

## 시각화를 지원하는 미디어 플레이어 목록
- AIMP (AIMP 개발팀) (플랫폼: 윈도우)
- Foobar2000 (플랫폼: 윈도우)
- 미디어포털 (오픈 소스, 팀 미디어포털) (플랫폼: 윈도우)
- 아이튠즈 (2001, 애플) (플랫폼: macOS, 윈도우)[12]
- 애플 뮤직 (2019, 애플) (플랫폼: macOS, iOS 및 안드로이드)[13]
- 엘미디어 플레이어 (Eltima Software) (플랫폼: Mac OS)
- 윈앰프 (널소프트/라디오노미) (플랫폼: 윈도우)
- 윈도우 미디어 플레이어 (마이크로소프트) (플랫폼: 윈도우)
- 미디어멍키 (Ventis Media Inc.) (플랫폼: 윈도우)
- 리얼플레이어 (RealNetworks) (플랫폼: 윈도우)
- 코디 (이전 XBMC) (팀 XBMC) (플랫폼: 크로스 플랫폼)
- 뮤직비 (스티븐 메이올) (플랫폼: 윈도우)
- KMPlayer (판도라TV) (플랫폼: 윈도우)
- 아마록 (오픈 소스, KDE) (플랫폼: 크로스 플랫폼)
- 토템 (오픈 소스, 그놈) (플랫폼: 리눅스)
- 클레멘타인 (오픈 소스) (플랫폼: 크로스 플랫폼)
- Audacious (Audacious 팀) (플랫폼: POSIX)
- VLC 미디어 플레이어 (오픈 소스, 비디오랜 프로젝트) (플랫폼: 크로스 플랫폼)
- Xine 플레이어

## 같이 보기
- 애니뮤직
- 비디오 신시사이저
- 증강 현실 § 음악
- 클라비에 아 뤼미에르
- 키마틱스
- 액체 조명 쇼
- 음악 소프트웨어 목록
- Synthesia
- 비디오 아트
- VJing